# Шамрило Тимофій Власович
Шамри́ло Тимофі́й Вла́сович (16 [29] грудня 1905, Ніжин, Чернігівська губернія, Російська імперія — зник безвісти у вересні 1941, Київська область, Українська РСР, СРСР) — український радянський політичний і державний діяч. Депутат Верховної Ради УРСР 1-го скликання. Член Ревізійної комісії КП(б)У (1938—1941). Голова Ревізійної комісії КП(б)У (1940—1941).

## Біографія
Народився 16 (29) грудня 1905 року в місті Ніжин Чернігівської губернії у родині столяра. Батько — Шамрило Влас Потапович, мати — Шамрило Уляна Логвинівна. Родина походила з села Безуглівки Ніжинського району.
У березні 1917 — вересні 1925 року — ремонтний робітник 8-ї дільниці служби шляхів станції Ніжин, у вересні 1925 — травні 1926 року — стрілочник станції Ніжин. У травні 1926 — серпні 1928 року — відповідальний секретар місцевого комітету профспілки залізничників станції Ніжин Московсько-Київсько-Воронезької залізниці.
Член ВКП(б) з вересня 1926 року.
У жовтні 1928 — грудні 1930 року — студент робітничого факультету Київського політехнічного інституту.
У лютому 1931 — липні 1936 року — студент і партійний організатор Київського індустріального інституту. Здобув спеціальність інженера-механіка.
У жовтні 1936 — липні 1937 року — інженер-механік моторного цеху Дарницького автобронетанкового ремонтного заводу міста Києва.
У серпні 1937 — лютому 1938 року — 2-й секретар Дарницького районного комітету КП(б)У міста Києва.
17 лютого — квітень 1938 року — 1-й секретар Дарницького районного комітету КП(б)У міста Києва.
27 квітня — 27 травня 1938 року — виконувач обов'язки 3-го секретаря Київського міського комітету КП(б)У. 27 травня 1938 — 19 травня 1939 року — 3-й секретар Київського міського комітету КП(б)У.
26 червня 1938 року був обраний депутатом Верховної Ради УРСР 1-го скликання від Дарницької виборчої округи міста Києва.
З 1 жовтня 1938 року — член Комісії по попередньому розгляду скарг та клопотань про помилування при Президії Верховної Ради УРСР.
19 травня 1939 — серпень 1941 року — 2-й секретар Київського міського комітету КП(б)У. Член штабу оборони Києва 1941.  
У 2011 році членами Археологічного патріотично-пошукового об'єднання «Дніпро-Україна» Олександром Васильком і Олексієм Білошенком під час польового пошуку на місці фортифікаційних укріплень було знайдено останки оборонця Києва, які були того ж року ідентифіковані як останки Тимофія Шамрила. Ці останки та останки ще 127-ми бійців і командирів Червоної армії були перепоховані на військовому меморіалі поблизу Свято-Покровського храму в с. Гатному Києво-Святошинського району. Однак, у 2018 році були викриті масштабні фальсифікації АППО «Дніпро-Україна» при ідентифікації знайдених цим об'єднанням останків, в тому числі і останків Т. В. Шамрила.
У 1975–2017 роках на честь Т. В. Шамрила було названо вулицю в Шевченківському районі міста Києва.